# 1922
| [ Edytuj tabelę ]                                                | |
| Prezydent Polski                                                 | - 1922 Gabriel Narutowicz 1922 - 1922 Maciej Rataj (p.o.) 1922 - 1922 Stanisław Wojciechowski 1926                               |
| Naczelnik Państwa                                                | - 1918 Józef Piłsudski 1922 |
| Premier Polski                                                   | - 1921 Antoni Ponikowski 1922 - 1922 Artur Śliwiński 1922 - 1922 Julian Nowak 1922 - 1922 Władysław Sikorski 1923                |
| Król Afganistanu                                                 | - 1919 Amanullah Chan 1929 |
| Premier Albanii                                                  | - 1921 Xhafer Ypi 1922 - 1922 Ahmed Zogu 1924                                                                                    |
| Współksiążęta Andory                                             | - 1920 Justí Guitart i Vilardebó 1940 - 1920 Alexandre Millerand 1924                                                            |
| Prezydent Argentyny                                              | - 1916 Hipólito Yrigoyen 1922 - 1922 Marcelo Torcuato de Alvear 1928                                                             |
| Premier Australii                                                | - 1915 Billy Hughes 1923 |
| Prezydent Austrii                                                | - 1920 Michael Hainisch 1928 |
| Kanclerz Austrii                                                 | - 1921 Johann Schober 1922 - 1922 Walter Breisky 1922 - 1922 Johann Schober 1922 - 1922 Ignaz Seipel 1924                        |
| Król Belgów                                                      | - 1909 Albert I 1934 |
| Premier Belgii                                                   | - 1921 Georges Theunis 1925 |
| Król Bhutanu                                                     | - 1907 Ugyen Wangchuck 1926 |
| Prezydent Boliwii                                                | - 1920 Bautista Saavedra 1925 |
| Prezydent Brazylii                                               | - 1919 Epitácio Lindolfo da Silva Pessoa 1922 - 1922 Artur da Silva Bernardes 1926                                               |
| Sułtan Brunei                                                    | - 1906 Muhammad Jamalul Alam II 1924                                                                                             |
| Car Bułgarii                                                     | - 1918 Borys III 1943 |
| Premier Bułgarii                                                 | - 1919 Aleksandyr Stambolijski 1923                                                                                              |
| Prezydent Chile                                                  | - 1920 Arturo Alessandri Palma 1924                                                                                              |
| Prezydent Chin                                                   | - 1918 Xu Shichang 1922 - 1922 Zhou Ziqi 1922 - 1922 Li Yuanhong 1923                                                            |
| Prezydent Czechosłowacji                                         | - 1918 Tomáš Masaryk 1935 |
| Premier Czechosłowacji                                           | - 1921 Edvard Beneš 1922 - 1922 Antonín Švehla 1926                                                                              |
| Król Danii                                                       | - 1912 Chrystian X 1947 |
| Premier Danii                                                    | - 1920 Niels Neergaard 1924 |
| Dalajlama                                                        | - 1878 Thubten Gjaco 1933 |
| Prezydent Dominikany                                             | - 1922 Juan Bautista Vicini Burgos (tymcz.) 1924                                                                                 |
| Władca Egiptu                                                    | - 1917 Fu’ad I 1936 |
| Premier Egiptu                                                   | - 1921 Adli Jakan Pasza 1922 - 1922 Abd al-Chalik Sarwat 1922 - 1922 Muhammad Taufik Nasim Pasza 1923                            |
| Prezydent Ekwadoru                                               | - 1920 José Luis Tamayo 1925 |
| Premier Estonii                                                  | - 1921 Konstantin Päts 1922 - 1922 Juhan Kukk 1923                                                                               |
| Cesarz Etiopii                                                   | - 1916 Zeuditu (cesarzowa) 1930                                                                                                  |
| Premier Etiopii                                                  | - 1909 Habte Gijorgis 1927 |
| Prezydent Finlandii                                              | - 1919 Kaarlo Juho Ståhlberg 1925                                                                                                |
| Premier Finlandii                                                | - 1921 Juho Vennola 1922 - 1922 Aimo Cajander 1922 - 1922 Kyösti Kallio 1924                                                     |
| Prezydent Francji                                                | - 1920 Alexandre Millerand 1924                                                                                                  |
| Premier Francji                                                  | - 1921 Aristide Briand 1922 - 1922 Raymond Poincaré 1924                                                                         |
| Prezydent Senatu Wolnego Miasta Gdańska                          | - 1920 Heinrich Sahm 1931 |
| Król Grecji                                                      | - 1920 Konstantyn I 1922 - 1922 Jerzy II 1924                                                                                    |
| Prezydent Gwatemali                                              | - 1921 José María Orellana 1926                                                                                                  |
| Prezydent Haiti                                                  | - 1915 Philippe Sudré Dartiguenave 1922 - 1922 Louis Borno 1930                                                                  |
| Król Hiszpanii                                                   | - 1886 Alfons XIII 1931 |
| Premier Hiszpanii                                                | - 1921 Antonio Maura 1922 - 1922 José Sánchez-Guerra 1922 - 1922 Manuel García-Prieto 1923                                       |
| Król Holandii                                                    | - 1890 Wilhelmina 1948 |
| Premier Holandii                                                 | - 1918 Charles Ruijs de Beerenbrouck 1925                                                                                        |
| Prezydent Hondurasu                                              | - 1920 Rafael López Gutiérrez 1924                                                                                               |
| Szach Iranu                                                      | - 1909 Ahmad Szah 1925 |
| Premier Iranu                                                    | - 1921 Malek Mansur Mirza Shoa O-Saltaneh 1922 - 1922 Hassan Pirnia 1922 - 1922 Ahmad Ghawam 1923                                |
| Władca Indii                                                     | - 1910 Jerzy V 1936 |
| Król Irlandii                                                    | - 1910 Jerzy V 1936 |
| Premier Irlandii                                                 | - 1919 Éamon de Valera 1922 - 1922 Arthur Griffith 1922 - 1922 Michael Collins 1922 - 1922 William Thomas Cosgrave 1932          |
| Cesarz Japonii                                                   | - 1912 Yoshihito 1926 |
| Premier Japonii                                                  | - 1921 Korekiyo Takahashi 1922 - 1922 Katō Tomosaburō 1923                                                                       |
| Premier Jugosławii                                               | - 1921 Nikola Pašić 1924 |
| Kalif                                                            | - 1918 Mehmed VI 1922 - 1922 Abdülmecid II 1924                                                                                  |
| Premier Kanady                                                   | - 1921 William Lyon Mackenzie King 1926                                                                                          |
| Emir Kataru                                                      | - 1913 Abd Allah ibn Kasim Al Sani 1949                                                                                          |
| Prezydent Kolumbii                                               | - 1921 gen. Jorge Holguín 1922 - 1922 gen. Pedro Nel Ospina 1926                                                                 |
| Patriarcha Konstantynopola                                       | - 1921 Melecjusz IV Metaksakis 1923                                                                                              |
| Gubernator Korei (okupacja japońska)                             | - 1919 Makoto Saitō 1927 |
| Prezydent Kostaryki                                              | - 1920 Julio Acosta García 1924                                                                                                  |
| Prezydent Kuby                                                   | - 1921 Alfredo Zayas 1925 |
| Król Kurdystanu                                                  | - 1921 Mahmud Barzanji 1924 |
| Prezydent Liberii                                                | - 1920 Charles King 1930 |
| Książę Liechtensteinu                                            | - 1858 Jan II Dobry 1929 |
| Premier Liechtensteinu                                           | - 1921 Josef Ospelt 1922 - 1922 Gustav Schädler 1928                                                                             |
| Prezydent Litwy                                                  | - 1922 Aleksandras Stulginskis 1926                                                                                              |
| Premier Litwy                                                    | - 1920 Kazys Grinius 1922 - 1922 Ernestas Galvanauskas 1924                                                                      |
| Wielki książę Luksemburga                                        | - 1919 Szarlotta 1964 |
| Premier Luksemburga                                              | - 1918 Émile Reuter 1925 |
| Prezydent Łotwy                                                  | - 1922 Jānis Čakste 1927 |
| Premier Łotwy                                                    | - 1921 Zigfrīds Meierovics 1923                                                                                                  |
| Premier Malty                                                    | - 1921 Joseph Howard 1923 |
| Sułtan Maroka                                                    | - 1913 Jusuf ibn Hassan 1927 |
| Prezydent Meksyku                                                | - 1920 Álvaro Obregón 1924 |
| Książę Monako                                                    | - 1889 Albert I 1922 - 1922 Ludwik II 1949                                                                                       |
| Minister stanu Monako                                            | - 1919 Raymond Le Bourdon 1923                                                                                                   |
| Chan Mongolii                                                    | - 1911 Bogda Chan 1924 |
| Premier Mongolii                                                 | - 1921 Dogsomyn Bodoo 1922 - 1922 Sodnomyn Damdinbazar 1923                                                                      |
| Król Nepalu                                                      | - 1911 Tribhuvan 1950 |
| Premier Nepalu                                                   | - 1901 Chandra Shumsher Jang Bahadur Rana 1929                                                                                   |
| Prezydent Niemiec                                                | - 1919 Friedrich Ebert 1925 |
| Kanclerz Niemiec                                                 | - 1921 Joseph Wirth 1922 - 1922 Wilhelm Cuno 1923                                                                                |
| Prezydent Nikaragui                                              | - 1921 Diego Manuel Chamorro Bolaños 1923                                                                                        |
| Król Norwegii                                                    | - 1905 Haakon VII 1957 |
| Premier Norwegii                                                 | - 1921 Otto Blehr 1923 |
| Premier Nowej Zelandii                                           | - 1912 William Massey 1925 |
| Sułtan Omanu                                                     | - 1913 Tajmur ibn Fajsal 1932 |
| Prezydent Panamy                                                 | - 1920 Belisario Porras Barahona 1924                                                                                            |
| Papież                                                           | - 1914 Benedykt XV 1922 - 1922 Pius XI 1939                                                                                      |
| Prezydent Paragwaju                                              | - 1921 Eusebio Ayala 1923 |
| Prezydent Peru                                                   | - 1919 Augusto B. Leguía 1930 |
| Premier Południowej Afryki                                       | - 1919 Jan Smuts 1924 |
| Prezydent Portugalii                                             | - 1919 António José de Almeida 1923                                                                                              |
| Premier Portugalii                                               | - 1921 Francisco Cunha Leal 1922 - 1922 António Maria da Silva 1923                                                              |
| Premier Rosji                                                    | - 1917 Włodzimierz Lenin 1922 |
| Król Rumunii                                                     | - 1914 Ferdynand 1927 |
| Premier Rumunii                                                  | - 1921 Take Ionescu 1922 - 1922 Ion I.C. Brătianu 1926                                                                           |
| Prezydent Salwadoru                                              | - 1919 Jorge Meléndez 1923 |
| Kapitanowie regenci San Marino                                   | - 1921 Egisto Morri Giuseppe Lanci 1922 - 1922 Eugenio Reffi Giovanni Arzilli 1922 - 1922 Onofrio Fattori Giuseppe Balducci 1923 |
| Sekretarz Stanu do spraw Politycznych i Zagranicznych San Marino | - 1918 Giuliano Gozi 1943 |
| Król Serbów, Chorwatów i Słoweńców                               | - 1921 Aleksander I 1929 |
| Prezydent Syrii                                                  | - 1922 Subhi Barakat 1925 |
| Prezydent Szwajcarii                                             | - 1922 Robert Haab 1922 |
| Król Szwecji                                                     | - 1907 Gustaw V 1950 |
| Premier Szwecji                                                  | - 1921 Hjalmar Branting 1923 |
| Król Tajlandii                                                   | - 1910 Vajiravudh 1925 |
| Król Tonga                                                       | - 1918 Salote Tupou III 1965 |
| Premier Tonga                                                    | - 1912 Tevita Tuʻivakano 1923 |
| Premier Turcji                                                   | - 1921 Fevzi Çakmak 1922 - 1922 Rauf Orbay 1923                                                                                  |
| Sułtan Turków                                                    | - 1918 Mehmed VI 1922 - 1922 Abdülmecid II (jako kalif) 1924                                                                     |
| Prezydent Ukrainy                                                | - 1919 Symon Petlura 1926 |
| Prezydent Urugwaju                                               | - 1919 Baltasar Brum 1923 |
| Prezydent USA                                                    | - 1921 Warren Harding 1923 |
| Prezydent Wenezueli                                              | - 1914 Victorino Márquez Bustillos 1922 - 1922 Juan Vicente Gómez 1929                                                           |
| Regent Królestwa Węgier                                          | - 1920 Miklós Horthy 1944 |
| Premier Węgier                                                   | - 1921 István Bethlen 1931 |
| Monarcha Wielkiej Brytanii                                       | - 1910 Jerzy V 1936 |
| Premier Wielkiej Brytanii                                        | - 1916 David Lloyd George 1922 - 1922 Andrew Bonar Law 1923                                                                      |
| Król Włoch                                                       | - 1900 Wiktor Emanuel III 1946                                                                                                   |
| Premier Włoch                                                    | - 1921 Ivanoe Bonomi 1922 - 1922 Luigi Facta 1922 - 1922 Benito Mussolini 1943                                                   |
| Przywódca ZSRR                                                   | - 1922 Włodzimierz Lenin 1924 |
| Premier ZSRR                                                     | - 1922 Włodzimierz Lenin 1924 |

Rok 1922 / MCMXXII
stulecia: XIX wiek ~
XX wiek ~
XXI wiek

dziesięciolecia:
1890–1899 •
1900–1909 •
1910–1919 •
1920–1929
• 1930–1939
• 1940–1949
• 1950–1959

lata: 1912 «
1917 «
1918 «
1919 «
1920 «
1921 «
1922
» 1923
» 1924
» 1925
» 1926
» 1927
» 1932

## Wydarzenia w Polsce
- 1 stycznia – wprowadzono pokojową strukturę Marynarki Wojennej i utworzono w Warszawie Kierownictwo Marynarki Wojennej.
- 8 stycznia – odbyły się wybory do Sejmu Litwy Środkowej.
- 21 stycznia – utworzono Towarzystwo Uniwersytetu Robotniczego.
- 22 stycznia – założono w Warszawie Korporację Akademicką Respublica.
- 25 stycznia – kardynał Achille Ratti, ówczesny nuncjusz apostolski w Polsce (późniejszy papież Pius XI), został odznaczony przez Naczelnika Państwa Orderem Orła Białego.
- Luty – minister spraw wojskowych, gen. Kazimierz Sosnkowski wydał dyrektywę dot. marynarki wojennej, nakazując przenieść punkt ciężkości z sił morskich na flotylle rzeczne (do końca 1926 nie zakupiono ani jednego morskiego okrętu bojowego).
- 1 lutego – w Wilnie na inauguracyjnym posiedzeniu zebrał się Sejm Litwy Środkowej.
- 7 lutego – wybór Marii Skłodowskiej-Curie na członka francuskiej Akademii Medycyny.
- 20 lutego – Sejm Wileński przyjął uchwałę o przyłączeniu Litwy Środkowej do Polski.
- 22 lutego – powstał Chojnicki Klub Żeglarski – najstarszy polski klub żeglarski.
- 2 marca – planowane (ale niezrealizowane w tym terminie) przyjęcie uchwały przez Sejm RP o włączeniu Litwy Środkowej do Polski.
- 5 marca – dymisja pierwszego rządu Antoniego Ponikowskiego (skutkiem odrzucenia uchwały o inkorporacji Litwy Środkowej w planowanym przez rząd kształcie).
- 5–6 marca – Zjazd Założycielski Młodzieży Wszechpolskiej.
- 10 marca – powołano drugi rząd Antoniego Ponikowskiego.
- 17 marca – w Warszawie odbył się I Zjazd Komunistycznego Związku Młodzieży Polskiej.
- 19 marca – oficjalna data narodzin klubu piłkarskiego Lech Poznań (pod nazwą Lutnia Dębiec).
- 21 marca – Sejm przyjął ustawę elektryczną.
- 3 kwietnia – zarządzenie Rady Ministrów o organizacji i kompetencjach władz marynarki wojennej (Dz.U. z 1922 r. nr 30, poz. 243).
- 6 kwietnia – Sejm Ustawodawczy przyjął ustawę „O objęciu władzy państwowej nad Ziemią Wileńską”; Litwa Środkowa została włączona do Polski.
- 7 kwietnia:
  - zakłady Fablok z Chrzanowa przekazały PKP pierwszy wyprodukowany w Polsce parowóz towarowy serii Tr21 z tendrem 3-osiowym.
  - premiera filmu „Chłopi”.
- 8 kwietnia – założono klub piłkarski Bug Wyszków.
- 9 kwietnia – uruchomiono podmiejską, parową linię tramwajową Łódź–Ozorków.
- 18 kwietnia – Litwa Środkowa została przyłączona do Polski.
- 30 kwietnia – oficjalne powstanie polskiego klubu piłkarskiego – Dyskobolia Grodzisk, wtedy KS Dyskobolia.
- Kwiecień – bójka posłów na posiedzeniu Sejmu podczas debaty o nadużyciach gospodarczych (Warszawa).
- 10 maja – założono Stocznię Marynarki Wojennej w Pucku, przeniesioną później do Gdyni.
- 13 maja – zainaugurowało działalność Gimnazjum Polskie w Wolnym Mieście Gdańsku.
- 14 maja – reprezentacja Polski w piłce nożnej rozegrała drugi międzypaństwowy mecz, a pierwszy w historii mecz przed polską publicznością, przegrywając na Stadionie Cracovii z Węgrami 0:3.
- 15 maja – Polska i Niemcy podpisały tzw. konwencję górnośląską. Przewidywała ona pozostawienie na terenie Górnego Śląska ustawodawstwa niemieckiego. Polska część Górnego Śląska otrzymała autonomię („Statut Organiczny Województwa Śląskiego”).
- 16 maja – uchwalono ustawę o urlopach.
- 18 maja – w swym pierwszym meczu międzynarodowym Legia Warszawa przegrała na własnym boisku z czeską Viktorią Žižkov 2:9.
- 20 maja – powstał Instytut Chemii Przemysłowej we Lwowie.
- 6 czerwca – dymisja drugiego rządu Antoniego Ponikowskiego.
- 16 czerwca – Wojsko Polskie pod dowództwem gen. Stanisława Szeptyckiego wkroczyło do Piekar Śląskich.
- 20 czerwca – oddziały Wojska Polskiego pod wodzą gen. Stanisława Szeptyckiego wkroczyły do przyznanej Polsce w wyniku III powstania śląskiego części Górnego Śląska.
- 22 czerwca – Wojsko Polskie wkroczyło do Katowic.
- 24 czerwca – utworzono Wyższy Urząd Górniczy z siedzibą w Katowicach.
- 28 czerwca – powołano rząd Artura Śliwińskiego.
- 29 czerwca – Wojsko Polskie wkroczyło uroczyście do Pszczyny.
- 4 lipca:
  - w Rybniku podpisano protokół przejęcia przez Polskę przyznanej części Górnego Śląska – powiatu Rybnik.
  - włączenie Wodzisławia Śląskiego i okolicznych gmin do Polski.
- 6 lipca – wprowadzono polskie tablice rejestracyjne w miejsce tablic państw zaborczych.
- 7 lipca – dymisja rządu Artura Śliwińskiego.
- 9 lipca – otwarto schronisko PTTK na Stożku w Beskidzie Śląskim.
- 16 lipca – część Górnego Śląska przyłączono do Polski.
- 26 lipca – Sejm uchwalił ustawę o regulaminie Zgromadzenia Narodowego, które miało dokonać wyboru prezydenta państwa.
- 31 lipca – powołano rząd Juliana Nowaka.
- 13 sierpnia – założenie klubu „IKS Polonia Iłża” (piłka nożna).
- 16 sierpnia – powstał blok wyborczy Chrześcijański Związek Jedności Narodowej (pot. Chjena).
- 27 sierpnia – w Niemczech powstał Związek Polaków w Niemczech, który za swój symbol przyjął później rodło.
- Wrzesień – uruchomiono połączenie lotnicze Warszawa–Lwów.
- 13 września – uchwała Sejmu w sprawie budowy portu w Gdyni.
- 16 września – otwarto linię kolejową Reda–Hel.
- 22 września – założono Obywatelski Komitet Obrony Przeciwgazowej (OKOP).
- 23 września – w związku z problemami z korzystaniem z portu w Wolnym Mieście Gdańsku, Sejm upoważnił rząd do budowy portu morskiego w Gdyni.
- 24 września – odbyły się wybory do Sejmu Śląskiego.
- 30 września–1 października – w Parku Sobieskiego (Warszawa) odbyły się III Mistrzostwa Polski w lekkoatletyce (wielokrotni złoci medaliści: Bronisława Szmendziuk: 60 m, sztafeta 4 × 50 m i skok w dal, Stefan Piątkowski: 100 m i 200 m, Stanisław Świętochowski: 400 m i 800 m, Stanisław Ziffer: 1500 m i 5000 m, Sławosz Szydłowski: dysk i oszczep).
- 1 października – prawa miejskie uzyskała osada Zabrze (nosząca wówczas nazwę „Hindenburg O.S.”).
- 3 listopada – powstało Towarzystwo z Ograniczoną Poręką „Stocznia w Gdyni”.
- 5 listopada – odbyły się wybory do Sejmu I kadencji.
- 6 listopada – Toruń: utworzono Oficerską Szkołę Marynarki Wojennej.
- 12 listopada – pierwsze w historii wybory do Senatu (w wyborach do Sejmu głosowano 5 listopada).
- 25 listopada – założono klub sportowy Unia Tczew.
- 27 listopada – marszałek Wojciech Trąmpczyński poprowadził ostatnie, 342. posiedzenie Sejmu Ustawodawczego, ustępującego po 20 miesiącach od uchwalenia Konstytucji marcowej.
- 1 grudnia:
  - na 2. posiedzeniu Sejmu otwartym przez marszałka seniora Kazimierza Brownsforda na Marszałka Sejmu wybrany został Maciej Rataj; kontrkandydatem był Eugeniusz Śmiarowski.
  - na 2. posiedzeniu Senatu otwartym przez marszałka seniora Bolesława Limanowskiego na Marszałka Senatu wybrany został Wojciech Trąmpczyński; kontrkandydatem był Ksawery Prauss.
- 7 grudnia – Władysław Jabłoński został prezydentem Warszawy.
- 9 grudnia – inżynier Gabriel Narutowicz, minister spraw zagranicznych w rządzie Juliana Nowaka, został przez Zgromadzenie Narodowe wybrany na pierwszego prezydenta Rzeczypospolitej głosami lewicy, mniejszości narodowych i PSL „Piast” przeciw kandydatowi prawicy, Maurycemu Zamoyskiemu – największemu w Polsce obszarnikowi.
- 10 grudnia – powstanie pisma Awangardy Krakowskiej o nazwie „Zwrotnica”.
- 11 grudnia – w na pół pustej (z powodu zbojkotowania uroczystości przez endecję) sali obrad, przysięgę przed Zgromadzeniem Narodowym złożył Gabriel Narutowicz, wybrany dwa dni wcześniej pierwszy prezydent Rzeczypospolitej Polskiej.
- 12 grudnia – po niepotrafiącym zapobiec zamieszkom w dniu zaprzysiężenia prezydenta Gabriela Narutowicza Antonim Kamieńskim obowiązki ministra spraw wewnętrznych przejął Ludwik Darowski.
- 13 grudnia – Józef Piłsudski wraz z rodziną przeprowadził się z Belwederu do Kamienicy Próchnickich przy ul. Koszykowej w Warszawie.
- 14 grudnia:
  - dymisja rządu Juliana Ignacego Nowaka.
  - Gabriel Narutowicz przyjechał do Belwederu, gdzie uroczyście odbył się akt przekazania władzy przez Naczelnika Państwa Józefa Piłsudskiego – prezydentowi.
- 16 grudnia:
  - w atmosferze rozpętanej przez prawicę nagonki przeciw wybranemu tydzień wcześniej prezydentowi, endecki fanatyk Eligiusz Niewiadomski trzema strzałami w plecy zamordował Gabriela Narutowicza.
  - obowiązki prezydenta Rzeczypospolitej objął zastępczo Marszałek Sejmu Maciej Rataj, który powierzył generałowi Władysławowi Sikorskiemu utworzenie nowej Rady Ministrów, ta zaś wprowadziła stan wyjątkowy na obszarze miasta stołecznego Warszawy; grożący krwawy odwet radykalnej lewicy i piłsudczyków został powstrzymany przez Ignacego Daszyńskiego, przywódcę PPS.
- 20 grudnia – Zgromadzenie Narodowe 298 głosami wybrało kandydata lewicy, mniejszości narodowych i ludowców Stanisława Wojciechowskiego na urząd Prezydenta RP (kontrkandydat, zgłoszony przez prawicę prezes PAU Kazimierz Morawski, otrzymał 221 głosów); tego dnia Stanisław Wojciechowski złożył przysięgę i przejął władzę od marszałka Sejmu Macieja Rataja.
- 31 grudnia – rozpoczął się proces Eligiusza Niewiadomskiego.
- Oficjalnie powstał klub Odra Wodzisław Śląski.

## Wydarzenia na świecie
- 7 stycznia – Dáil Éireann, niższa izba parlamentu Irlandii, ratyfikowała traktat angielsko-irlandzki, kończący irlandzką wojnę o niepodległość, głosując 64–57 za przyjęciem traktatu.
- 8 stycznia – w Norwegii powstała organizacja pod nazwą „Socjaldemokratyczna Liga Młodzieży Norwegii” (norw. Norges sosialdemokratiske ungdomsforbund), młodzieżowa przybudówka „Socjaldemokratycznej Partii Pracy Norwegii” (norw. Norges Socialdemokratiske Arbeiderparti).
- 10 stycznia – Arthur Griffith został wybrany prezydentem Wolnego Państwa Irlandzkiego (irlandzki: Saorstát Éireann).
- 11 stycznia – Toronto: pierwsze lecznicze zastosowanie hormonu insuliny, odkrytej w roku 1921.
- 12 stycznia – rząd Wielkiej Brytanii zwolnił ostatnich pozostających irlandzkich więźniów schwytanych podczas wojny o niepodległość Irlandii.
- 13 stycznia – epidemia grypy spowodowała śmierć 804 osób w Wielkiej Brytanii.
- 15 stycznia – Michael Collins stanął na czele tymczasowego rządu Irlandii Południowej.
- 22 stycznia – na zapalenie płuc zmarł papież Benedykt XV.
- 24 stycznia – w USA Christian K. Nelson opatentował wynalazek lodów na patyku (ang. Eskimos Pie).
- 29 stycznia – unia Kostaryki, Gwatemali, Hondurasu i Salwadoru przestała istnieć.
- 30 stycznia:
  - w Hadze rozpoczął działalność Stały Trybunał Sprawiedliwości Międzynarodowej.
  - w Mińsku został założony Instytut Kultury Białoruskiej, później przekształcony w Narodową Akademię Nauk.
- 2 lutego – w Paryżu Sylvia Beach wydała na czterdzieste urodziny pisarza Jamesa Joyce’a jego powieść pod tytułem Ulisses.
- 6 lutego:
  - kardynał Achille Ratti został obrany papieżem i przyjął imię Piusa XI.
  - w Waszyngtonie zawarto układ o zbrojeniach morskich podpisany przez: Stany Zjednoczone, Wielką Brytanię, Japonię, Francję i Włochy (stosunek tonażu głównych flot wyniósł – 5:5:3:1,75:1,75).
- 7 lutego:
  - António Maria da Silva został po raz drugi premierem Portugalii.
  - u wybrzeży Danii zatonął po zgnieceniu przez lód masowiec SS „Kraków”. 14-osobowa załoga dotarła po lodzie na brzeg.
- 8 lutego:
  - prezydent USA Warren Harding polecił zainstalować pierwsze radio w Białym Domu.
  - w Rosji Radzieckiej Czeka przekształciła się w GPU, które stało się częścią NKWD.
- 13 lutego – rząd Litwy założył w Kownie Uniwersytet Witolda Wielkiego.
- 14 lutego – fiński minister spraw wewnętrznych Heikki Ritavuori(inne języki) został zamordowany przez Ernsta Tandefelta.
- 15 lutego:
  - uchwalono Konstytucję Łotwy.
  - brytyjski transatlantyk RMS „Homeric” wypłynął w dziewiczy rejs do Nowego Jorku.
- 25 lutego – został ścięty na gilotynie francuski seryjny morderca Henri Désiré Landru.
- 26 lutego – Luigi Facta został premierem Włoch.
- 27 lutego – wyzwanie dla dziewiętnastej poprawki do Konstytucji Stanów Zjednoczonych, uprawniającej kobiety do głosowania, zostało odrzucone przez Sąd Najwyższy Stanów Zjednoczonych.
- 28 lutego – Wielka Brytania zaakceptowała niepodległość Egiptu.
- 1 marca:
  - wprowadzenie w życie sowieckiego kodeksu karnego.
  - kra lodowa na Odrze przełamała tamę we Wrocławiu.
  - w Wielkiej Brytanii powstała organizacja zarządzająca cywilnym lotnictwem – British Civil Aviation Authority.
- 3 marca – włoscy faszyści dokonali zamachu stanu w Wolnym Mieście Rijece.
- 3/4 marca – w nocy spłonął doszczętnie montrealski ratusz.
- 11 marca – Mahatma Gandhi został aresztowany w Bombaju za działalność wywrotową.
- 12 marca – została utworzona Zakaukaska Federacyjna Socjalistyczna Republika Radziecka.
- 15 marca:
  - w niepodległym od Brytyjczyków Egipcie Fu’ad I zasiadł na tronie jako pierwszy król nowożytnego Egiptu.
  - w wyniku zamieszek w rosyjskim mieście Szuja, wywołanych konfiskatą majątku Rosyjskiego Kościoła Prawosławnego, zginęły 4 lub 5 osób, a kilkanaście zostało rannych.
- 18 marca – w Indiach Mahatma Gandhi został skazany na sześć lat więzienia za działalność wywrotową. Spędził w więzieniu tylko dwa lata.
- 19 marca – w Szwecji rozegrano 1. narciarski „Bieg Wazów” (85,6 km trasa pokonana została w 7h:03 min).
- 20 marca – USS „Langley” wszedł do służby jako pierwszy lotniskowiec w Marynarce Wojennej Stanów Zjednoczonych.
- 22 marca – w Moskwie uruchomiono pierwszą europejską rozgłośnię radiową realizującą programy dla zagranicy.
- 23 marca – jeden z siedmiu stanów Związku Australijskiego – Queensland, zniósł radę ustawodawczą (wyższą izbę parlamentu).
- 3 kwietnia – Józef Stalin został sekretarzem generalnym Rosyjskiej Komunistycznej Partii (bolszewików) – (RKP(b) – późniejszej KPZR).
- 6 kwietnia – rosyjski astronom Benjamin Jekhowsky odkrył planetoidę (977) Philippa.
- 7 kwietnia:
  - w USA doszło do skandalu (ang. Teapot Dome scandal), kiedy sekretarz Departamentu Zasobów Wewnętrznych podpisał umowę dotyczącą zasobów ropy naftowej na publicznych terenach stanu Wyoming.
  - we Francji doszło do pierwszego zderzenia w powietrzu samolotów, jeden należał do „Daimler Airway”, a drugi do „Grands Express Arens”. Do zdarzenia doszło nad miejscowością Poix-de-Picardie – zginęło siedem osób.
- 10 kwietnia–19 maja – w Genui we Włoszech odbyła się konferencja, w której wzięły udział 34 państwa. Konferencja ta dotyczyła ustalenia porządku monetarnego i ekonomicznego po I wojnie światowej.
- 13 kwietnia – prawa stanu Massachusetts zezwoliły kobietom pracować na wszystkich stanowiskach publicznych.
- 14 kwietnia – oddziały IRA dowodzone przez Rory’ego O’Connora, który sprzeciwiał się podpisanemu porozumieniu angielsko-irlandzkiemu, rozpoczęły okupację gmachu sądowego Four Courts w Dublinie.
- 16 kwietnia – Republika Weimarska i RFSRR zawarły układ w Rapallo.
- 27 kwietnia – powstała Jakucka ASRR.
- 1 maja – Aerofłot uruchomił swoje pierwsze połączenie międzynarodowe na trasie Moskwa – Królewiec.
- 5 maja – rozpoczęła się budowa stadionu drużyny baseballowej New York Yankees w dzielnicy Bronx w Nowym Jorku (ang. Yankee Stadium).
- 10 maja – USA zaanektowały rafę koralową Kingman.
- 12 maja – w Wiedniu odbyła się premiera operetki Frasquita Franza Lehára.
- 15 maja – w Genewie Polska i Niemcy przyjęły konwencję dotyczącą spraw ludnościowych i własnościowych na Górnym Śląsku po plebiscycie z 1921.
- 19 maja:
  - w Rosji Radzieckiej została założona Organizacja Pionierska imienia W.I. Lenina.
  - zakończyła się konferencja genueńska, dotycząca odbudowy gospodarczej środkowej i wschodniej Europy po I wojnie światowej.
- 22 maja – uważany za ojca współczesnej klimatyzacji Amerykanin Willis Carrier zaprezentował działanie nowego urządzenia chłodniczego ze sprężarką odśrodkową.
- 25 maja:
  - Włodzimierz Lenin doznał pierwszego z serii udarów mózgu, które uczyniły go niezdolnym do sprawowania władzy.
  - z Southampton do Nowego Jorku wypłynął w swój dziewiczy rejs transatlantyk „RMS Laconia”.
- 28 maja – reprezentacja Polski w piłce nożnej w swym trzecim oficjalnym meczu odniosła pierwsze zwycięstwo, pokonując w Sztokholmie Szwecję 2:1. Pierwszego w historii gola zdobył w 23. minucie z rzutu karnego Józef Klotz.
- 30 maja – w Waszyngtonie odsłonięto Pomnik Lincolna.
- 31 maja – Ignaz Seipel został kanclerzem Austrii.
- 1 czerwca:
  - w Irlandii Północnej powstała Królewska Policja Ulsteru, reprezentująca protestantów.
  - Armia Czerwona pokonała siły tureckich basmaczy dowodzonych przez Ismailia Envera.
  - w Moskwie podpisano układ pokojowy pomiędzy Rosją bolszewicką a Finlandią, który wyznaczył przebieg granicy po wojnie wygranej przez bolszewików.
- 2 czerwca – prezydent Republiki Chińskiej Xu Shichang został zmuszony do ustąpienia ze stanowiska.
- 8 czerwca – w Belgradzie odbył się ślub króla Serbów, Chorwatów i Słoweńców Aleksandra I Karadziordziewicia z księżniczką rumuńską Marią.
- 11 czerwca – Li Yuanhong został po raz drugi prezydentem Republiki Chińskiej.
- 12 czerwca – Katō Tomosaburō został premierem Japonii.
- 14 czerwca – prezydent Stanów Zjednoczonych Warren G. Harding wygłosił pierwsze przemówienie przez radio.
- 18 czerwca – rząd brytyjski opublikował pod naciskiem palestyńskim pierwszą tzw. „białą księgę”, ograniczającą żydowską emigrację do Palestyny.
- 22 czerwca – agenci Irlandzkiej Armii Republikańskiej dokonali udanego zamachu na brytyjskiego marszałka polowego Henry’ego Hughesa Wilsona w Londynie. 18 lipca zamachowcy zostali skazani na śmierć.
- 24 czerwca – w Niemczech skrajnie prawicowi oficerowie z Organizacji Consul zamordowali ministra spraw zagranicznych Walthera Rathenaua.
- 26 czerwca – zmarł Albert I Grimaldi, 11. książę Monako.
- 27 czerwca – Ludwik II Grimaldi został księciem Monako.
- 28 czerwca – irlandzka wojna domowa: rozpoczęła się bitwa o Dublin.
- 5 lipca – irlandzka wojna domowa: klęską IRA zakończyła się bitwa o Dublin.
- 9 lipca – Johnny Weissmuller przepłynął 100 m stylem dowolnym w 58,6 s, pokonując ówczesny rekord świata.
- 11 lipca – został otwarty amfiteatr w dzielnicy Hollywood w Los Angeles (ang. Hollywood Bowl).
- 20 lipca – Liga Narodów zatwierdziła ustanowienie brytyjskich i francuskich mandatów w byłych niemieckich koloniach: Kamerun, Togo i Niemiecka Afryka Wschodnia (Tanganika).
- 24 lipca – Liga Narodów zaakceptowała brytyjski mandat w Palestynie.
- 4 sierpnia:
  - w niecodzienny sposób uczczono pamięć zmarłego 2 dni wcześniej wynalazcy telefonu – Alexandra Grahama Bella. W chwili, gdy odbywała się ceremonia pogrzebowa, wszystkie 13 milionów aparatów telefonicznych w USA i Kanadzie zamilkło dokładnie na jedną minutę.
  - w okupowanym przez bolszewików Emiracie Buchary w walce z oddziałami Armii Czerwonej poległ turecki wojskowy, przywódca ruchu Młodych Turków, Enver Pasza.
- 10 sierpnia – odbył się pierwszy sowiecki proces przeciw wrogom ludu. Wytoczono go przeciw socjalrewolucjonistom i 17 z nich skazano na śmierć. Wyrok zawieszono jako gwarancję, że partia zaniecha walki z rządem sowieckim – w przeciwnym razie pozostawieni w więzieniu skazańcy mieli być natychmiast rozstrzelani.
- 11 sierpnia – pieśń Hoffmanna von Fallersleben „Das Lied der Deutschen” („Deutschland, Deutschland über alles”) z melodią autorstwa Josepha Haydna została ustanowiona hymnem Niemiec.
- 20 sierpnia – w Paryżu:
  - Czeszka Marie Mejzlíková II ustanowiła rekord świata w biegu na 60 m wynikiem 7,6 s. (rekord ten przetrwał przez 11 lat – poprawiła go dopiero polska sprinterka Stanisława Walasiewicz).
  - Brytyjka Mary Lines ustanowiła rekord świata w biegu na 100 m wynikiem 12,8 s.
- 22 sierpnia – podczas irlandzkiej wojny domowej Michael Collins, twórca Irlandzkiej Armii Republikańskiej, zginął w zamachu zorganizowanym przez odłam IRA przeciwny wynegocjowanemu przezeń traktatowi.
- 23 sierpnia – bunt przeciw Hiszpanom w Maroku.
- 27 sierpnia:
  - założono Związek Polaków w Niemczech.
  - referendum w sprawie wprowadzenia prohibicji w Szwecji (51% zagłosowało przeciw).
- 28 sierpnia:
  - Japonia zgodziła się na wycofanie wojsk z Syberii.
  - na falach nowojorskiej rozgłośni WEAF (Wind & Earth & Air & Fire) pojawiła się pierwsza reklama radiowa. Do października stacja zarobiła na nich 550 dolarów.
- 30 sierpnia:
  - wojna grecko-turecka: miażdżące zwycięstwo wojsk tureckich w bitwie pod Dumlupinar.
  - w angielskim Watford otwarto stadion piłkarski Vicarage Road.
  - w Londynie Brytyjka Mary Lines ustanowiła rekord świata w biegu na 800 m wynikiem 2:26,6 s.
- 2 września – wojna grecko-turecka: wojska tureckie zdobyły Eskişehir.
- 3 września – otwarto tor wyścigowy Monza we Włoszech.
- 9 września – wojna grecko-turecka: tureckie wojska, ścigając wycofujących się Greków, wkroczyły do Smyrny.
- 11 września:
  - Palestyna ogłoszona brytyjskim terytorium mandatowym.
  - w Melbourne zaczął wychodzić jeden z poprzedników gazety „The Herald Sun” – „Sun News-Pictorial”.
  - w Salzburgu powołano Międzynarodowe Towarzystwo Muzyki Współczesnej (ISCM).
- 12 września – w Sztokholmie Fin Paavo Nurmi ustanowił rekord świata w biegu na 5000 m wynikiem 14:35,4 s.
- 13–15 września – pożar najprawdopodobniej zapoczątkowany przez wojsko tureckie w Smyrnie (dzisiaj Izmir), zginęło około 100 tys. osób.
- 18 września – Węgry przystąpiły do Ligi Narodów.
- 22 września – Brytyjski Mandat Palestyny został zatwierdzony przez Ligę Narodów.
- 23 września – Brytyjka Mary Lines(inne języki) ustanowiła rekord świata w biegu na 200 m wynikiem 26,8 s.
- 27 września – Król Grecji Konstantyn I Glücksburg abdykował po porażce Grecji w wojnie z Turcją.
- 2 października – Litwa: została wprowadzona nowa waluta narodowa – lit.
- 4 października – podpisano Protokoły Genewskie.
- 8 października – otwarto stadion Rose Bowl w kalifornijskiej Pasadenie.
- 14 października – w Coburgu, podczas obchodów Dnia Niemieckiego, po raz pierwszy publicznie pojawiła się NSDAP.
- 18 października – założono BBC.
- 23 października – niemiecka armia wkracza do Saksonii – koniec władzy komunistów.
- 25 października – z mocą ustawy parlamentu (Third Dáil) Wolnego Państwa Irlandzkiego wchodzi w życie konstytucja.
- 27 października – Włochy: rozpoczął się faszystowski zamach stanu zwany marszem na Rzym, w wyniku którego władzę w kraju przejął Benito Mussolini.
- 28 października:
  - we Włoszech faszyści maszerują na Rzym.
  - Czerwona Armia wkracza do Władywostoku.
- 30 października – Benito Mussolini został premierem Włoch.
- 1 listopada – Imperium Osmańskie zostało obalone, ostatni sułtan Mehmed VI abdykował.
- 4 listopada – Howard Carter odkrył grobowiec faraona Tut-Ench-Amona; w chwili śmierci władca miał 20–25 lat. Grobowiec składał się z 16 schodów, korytarza, przedsionka, komory bocznej, komory grobowej i skarbca. Popularna stała się ostatnio teoria rzekomej klątwy Tut-Ench-Amona, jednak z naukowego punktu widzenia jest niemożliwa. Howard Carter, a więc (przynajmniej teoretycznie) największy świętokradca, dożył podeszłego wieku. W grobowcu odkryto dużo złota, lecz jego budowa nie pozwoliła stwierdzić niczego o życiu Egipcjan.
- 6 listopada – dokonano oblotu niemieckiej łodzi latającej Dornier Do J.
- 14 listopada – Brytyjska Korporacja Nadawcza (ang. British Broadcasting Corporation – BBC) rozpoczyna nadawanie programów radiowych.
- 15 listopada – Artur Bernardes został prezydentem Brazylii.
- 17 listopada – były sułtan Imperium Osmańskiego Mehmed VI udał się na wygnanie do Włoch.
- 19 listopada – Wielkie Zgromadzenie Narodowe Turcji w Ankarze wybrało Abdülmecida II kalifem.
- 20 listopada – rozpoczęła się konferencja w Lozannie dotycząca statusu cieśnin czarnomorskich po wojnie grecko-tureckiej 1919–1922.
- 21 listopada – Rebecca Latimer Felton została zaprzysiężona jako pierwsza kobieta zasiadająca w Senacie Stanów Zjednoczonych.
- 22 listopada – Wilhelm Cuno został kanclerzem Niemiec.
- 26 listopada – Howard Carter i Lord Carnarvon weszli do wnętrza odkrytego 4 listopada grobowca Tutanchamona.
- 1 grudnia:
  - w kanadyjskiej prowincji Nowy Brunszwik wprowadzono ruch prawostronny.
  - założono klub piłkarski CA Cerro.
- 2 grudnia – utworzono Saudyjsko-kuwejcką strefę neutralną.
- 6 grudnia – wszedł w życie traktat angielsko-irlandzki, kończący irlandzką wojnę o niepodległość; powstało Wolne Państwo Irlandzkie.
- 7 grudnia – w Czechosłowacji ustanowiono Order Lwa Białego.
- 13 grudnia – powstała Zakaukaska Federacyjna Socjalistyczna Republika Radziecka.
- 30 grudnia – utworzono Związek Socjalistycznych Republik Radzieckich (ZSRR).

## Urodzili się
- 1 stycznia:
  - Marek Edelman, polski lekarz kardiolog, uczestnik powstania w getcie warszawskim i powstania warszawskiego (zm. 2009)
  - Zbigniew Haśko, polski polityk, przewodniczący Prezydium Miejskiej Rady Narodowej Gorzowa Wielkopolskiego (zm. 1990)
  - Andrzej Hiolski, polski śpiewak operowy (baryton) (zm. 2000)
  - Fritz Hollings, amerykański polityk, senator ze stanu Karolina Południowa (zm. 2019)
  - José de Jesús Sahagún de la Parra, meksykański duchowny katolicki
  - Jan Kamiński, polski polityk, poseł na Sejm PRL, minister bez teki (zm. 2016)
  - Witold Kruczek, polski fizyk, uczestnik powstania warszawskiego (zm. 2024)
  - Mieczysława Moder, polska lekkoatletka (zm. 2017)
  - Zbigniew Prus-Niewiadomski, polski aktor (zm. 1997)
  - Jadwiga Siemińska, polska botanik, profesor nauk biologicznych (zm. 2018)
  - Ensio Siilasvuo, fiński generał (zm. 2003)
  - Tadeusz Somogi, polski aktor (zm. 2009)
  - Alois Vogel, austriacki pisarz (zm. 2005)
  - Stanisław Zołociński, polski żołnierz AK, podchorąży, uczestnik powstania warszawskiego (zm. 1944)
- 2 stycznia:
  - Błaga Dymitrowa, bułgarska pisarka, wiceprezydent Bułgarii (zm. 2003)
  - Maurice Faure, francuski polityk (zm. 2014)
  - Konstanty Jeleński, polski pisarz, krytyk literacki i tłumacz (zm. 1987)
- 3 stycznia
  - Witold Kałuski, polski aktor, śpiewak, żołnierz AK, uczestnik powstania warszawskiego (zm. 1991)
  - Ágnes Nemes Nagy, węgierska poetka, eseistka, tłumaczka (zm. 1991)
- 6 stycznia – Lidia Croce, włoska działaczka społeczna (zm. 2015)
- 7 stycznia:
  - Alvin Dark, amerykański baseballista (zm. 2014)
  - Anna Pogonowska, polska poetka (zm. 2005)
- 8 stycznia:
  - Stanisław Gronkowski, polski aktor (zm. 2004)
  - Ida Ørskov, duńska lekarka, bakteriolog (zm. 2007)
- 9 stycznia – Har Gobind Khorana, amerykański biolog molekularny pochodzenia pendżabskiego, laureat Nagrody Nobla (zm. 2011)
- 10 stycznia – Ester Mägi, estońska kompozytor i pedagog (zm. 2021)
- 12 stycznia – Tadeusz Żychiewicz, dziennikarz, historyk sztuki, publicysta religijny, teolog i redaktor Tygodnika Powszechnego, żołnierz AK (zm. 1994)
- 17 stycznia:
  - Luis Echeverría, prezydent Meksyku (zm. 2022)
  - Betty White, amerykańska aktorka (zm. 2021)
- 19 stycznia – Jerzy Kawalerowicz, polski reżyser (zm. 2007)
- 20 stycznia:
  - Ray Anthony, amerykański trębacz
  - Janusz Przymanowski polski pisarz, poeta, scenarzysta, dziennikarz (zm. 1998)
  - Jerzy Znosko, polski geolog (zm. 2017)
- 21 stycznia:
  - Franciszek Postawka, polski kierowca i pilot rajdowy, mistrz Polski (zm. 1985)
  - Telly Savalas, amerykański aktor i producent filmowy pochodzenia greckiego (zm. 1994)
  - Paul Scofield, angielski aktor (zm. 2008)
- 23 stycznia – Jerzy Adamski, polski krytyk literacki i teatralny (zm. 2001)
- 24 stycznia:
  - Daniel Boulanger, francuski pisarz, scenarzysta i aktor (zm. 2014)
  - Anna Morawska, polska publicystka katolicka, tłumaczka (zm. 1972)
  - Tadeusz Świtała, polski historyk i dziennikarz (zm. 1991)
- 25 stycznia:
  - Paweł Elsztein, polski publicysta i tłumacz (zm. 2020)
  - Luigi Luca Cavalli-Sforza, włoski genetyk (zm. 2018)
- 27 stycznia: 
  - Tadeusz Janik, polski dziennikarz i działacz sportowy (zm. 2022)
  - Andrzej Trzebiński, polski poeta, dramaturg, krytyk literacki i publicysta (zm. 1943)
- 28 stycznia – Robert W. Holley, amerykański biochemik, laureat Nagrody Nobla (zm. 1993)
- 31 stycznia – Teodor Juszkiewicz, polski lekarz weterynarii (zm. 2019)
- 1 lutego:
  - Bogumił Andrzejewski, polski językoznawca, poeta (zm. 1994)
  - Renata Tebaldi, włoska śpiewaczka operowa (sopran) (zm. 2004)
- 2 lutego:
  - Helena Eilstein, polska filozof pochodzenia żydowskiego (zm. 2009)
  - Maria Kościałkowska, polska aktorka (zm. 2020)
  - Stojanka Mutafowa, bułgarska aktorka (zm. 2019)
- 4 lutego – Bernard Kalb(inne języki), amerykański dziennikarz (zm. 2023)
- 6 lutego:
  - Jocelyn Burdick, amerykańska polityk, senator (zm. 2019)
  - Clifford Darling, bahamski polityk, gubernator generalny (zm. 2011)
  - Witold Kieżun, polski podporucznik, żołnierz AK, uczestnik powstania warszawskiego, ekonomista, teoretyk zarządzania, wykładowca akademicki (zm. 2021)
  - José Luis López Panizo, hiszpański piłkarz narodowości baskijskiej (zm. 1990)
  - Patrick Macnee, brytyjski aktor (zm. 2015)
  - Elżbieta Piwek-Białoborska, polska artystka ceramik (zm. 1989)
  - Haskell Wexler, amerykański operator obrazu, reżyser, scenarzysta, aktor i producent filmowy (zm. 2015)
- 8 lutego:
  - Jurij Awerbach, rosyjski szachista (zm. 2022)
  - Tadeusz Gajcy, poeta czasu wojny zginął w powstaniu warszawskim (zm. 1944)
  - Anna Jungowska-Jarosz, polska specjalistka radiodiagnostyki, profesor nauk medycznych (zm. 2016)
  - Ignazio Mancini, włoski franciszkanin, Kustosz Ziemi Świętej (zm. 2016)
- 10 lutego:
  - Árpád Göncz, polityk węgierski, prezydent Węgier (zm. 2015)
  - Harold Hughes, amerykański polityk, senator ze stanu Iowa (zm. 1996)
- 11 lutego – Svenn Stray, norweski polityk (zm. 2012)
- 12 lutego – Zbigniew Józef Kraszewski, polski duchowny katolicki, biskup warszawsko-praski (zm. 2004)
- 13 lutego – Gordon Tullock, ekonomista amerykański (zm. 2014)
- 15 lutego – John Anderson, amerykański polityk (zm. 2017)
- 16 lutego – Henri Sensever, francuski kolarz (zm. 2009)
- 18 lutego – Jan Kmita, polski inżynier (zm. 2015)
- 19 lutego – Władysław Bartoszewski, historyk, publicysta i polityk (zm. 2015)
- 20 lutego – Zofia Garbaczewska-Pawlikowska, polska pisarka i malarka (zm. 2017)
- 21 lutego:
  - Louis DeSimone, amerykański duchowny katolicki (zm. 2018)
  - Wiktor Tołkin, polski rzeźbiarz (zm. 2013)
- 24 lutego:
  - Richard Hamilton, brytyjski malarz (zm. 2011)
  - Steven Hill, amerykański aktor (zm. 2016)
  - Stefania Reindl, polska gimnastyczka (zm. 1993)
- 25 lutego – Tex Winter, amerykański trener koszykówki (zm. 2018)
- 26 lutego:
  - William Baumol, amerykański ekonomista (zm. 2017)
  - Helena Jaworska, polska polityk, poseł na Sejm PRL (zm. 2006)
- 1 marca – Icchak Rabin, izraelski premier i polityk, były generał, laureat Nagrody Nobla (zm. 1995)
- 2 marca – Hilarion Capucci, syryjski duchowny katolicki Kościoła melchickiego (zm. 2017)
- 3 marca – Kazimierz Serocki, polski kompozytor, pianista (zm. 1981)
- 4 marca – Xenia Stad-de Jong, holenderska lekkoatletka (zm. 2012)
- 5 marca:
  - José Bustamante-Nava, boliwijski piłkarz
  - Jerzy Czosnowski, polski botanik, wykładowca akademicki (zm. 1976)
  - Wacław Eytner, polski architekt (zm. 1977)
  - Sándor Kopácsi, węgierski oficer policji, jeden z przywódców powstania węgierskiego (zm. 2001)
  - Pier Paolo Pasolini, włoski pisarz, poeta, malarz, reżyser i scenarzysta filmowy (zm. 1975)
- 6 marca – Maria Cytowska, polska badaczka kultury antycznej, filolog klasyczny, tłumaczka i edytor literatury klasycznej (zm. 2007)
- 8 marca – Ralph Baer, amerykański wynalazca i inżynier niemieckiego pochodzenia (zm. 2014)
- 9 marca:
  - Maria Bakka, polska aktorka (zm. 2024)
  - Herb Douglas, amerykański lekkoatleta, skoczek w dal (zm. 2023)
  - Lechosław Marszałek, polski reżyser filmów animowanych (zm. 1991)
- 12 marca:
  - Jack Kerouac, amerykański powieściopisarz, poeta i artysta, jeden z najwybitniejszych członków Beat Generation (zm. 1969)
  - Lane Kirkland, amerykański działacz związkowy (zm. 1999)
- 13 marca – Józef Szajna, malarz, scenograf, reżyser (zm. 2008)
- 14 marca – Andrzej Kaliciński, polski lekarz, wykładowca akademicki, polityk, senator RP (zm. 2002)
- 17 marca – Walter Grauman, amerykański reżyser (zm. 2015)
- 18 marca – Egon Bahr, niemiecki polityk i dziennikarz (zm. 2015)
- 19 marca:
  - Francesc Català-Roca, kataloński fotograf (zm. 1998)
  - Józef Andrzej Gierowski, polski historyk (zm. 2006)
  - Hirō Onoda, japoński porucznik (zm. 2014)
  - Lidija Sielichowa, rosyjska łyżwiarka szybka (zm. 2003)
  - Józef Zwisłocki, polski fizyk, specjalista psychoakustyki, pisarz naukowy (zm. 2018)
- 20 marca:
  - Arnold Burgen, brytyjski lekarz (zm. 2022)
  - Stanisława Grabska, polski teolog, publicystka, artysta plastyk (zm. 2008)
  - Carl Reiner, amerykański aktor (zm. 2020)
- 21 marca – Russ Meyer, amerykański reżyser (zm. 2004)
- 23 marca:
  - Henryk Gaertner, polski lekarz, historyk i muzyk (zm. 2020)
  - Werner Lang, niemiecki inżynier (zm. 2013)
- 25 marca:
  - Wołodymyr Doroszenko, ukraiński architekt (zm. 2019)
  - Stephen Toulmin, brytyjski filozof (zm. 2009)
- 26 marca – Bengt af Kleen, szwedzki curler (zm. 2003)
- 27 marca – Wiesław Motoczyński, polski trener i działacz piłkarski (zm. 1996)
- 28 marca – Aleksiej Sorokin, rosyjski dowódca wojskowy (zm. 2020)
- 29 marca – Stanisław Santor, polski skrzypek (zm. 1999)
- 31 marca:
  - Włodzimierz Marczak, polski pisarz i poeta (zm. 2016)
  - James Nederlander, amerykański przewodniczący organizacji Nederlander (zm. 2016)
- 3 kwietnia:
  - Doris Day, amerykańska piosenkarka i aktorka filmowa (zm. 2019)
  - Məmmədəli Hüseynov, azerbejdżański archeolog, doktor nauk historycznych (zm. 1994)
  - Carlo Lizzani, włoski reżyser (zm. 2013)
- 4 kwietnia – Elmer Bernstein, amerykański kompozytor (zm. 2004)
- 5 kwietnia – Tom Finney, angielski piłkarz (zm. 2014)
- 6 kwietnia – Kai Nyborg, duński polityk, eurodeputowany (zm. 2008)
- 7 kwietnia – Margia Dean, amerykańska aktorka (zm. 2023)
- 9 kwietnia – Maria Białobrzeska, polska aktorka (zm. 2014)
- 13 kwietnia:
  - Julius Nyerere, polityk tanzański, prezydent Tanzanii (zm. 1999)
  - Barbara Rachwalska, polska aktorka (zm. 1993)
- 15 kwietnia:
  - Michael Ansara, amerykański aktor (zm. 2013)
  - Jan Sztern, polski poeta (zm. 2013)
- 16 kwietnia:
  - Kingsley Amis, brytyjski pisarz, poeta i krytyk literacki (zm. 1995)
  - Leo Tindemans, belgijski polityk, premier (zm. 2014)
- 18 kwietnia:
  - Barbara Hale, amerykańska aktorka (zm. 2017)
  - Alina Margolis-Edelman, polska lekarka i działaczka społeczna (zm. 2008)
- 19 kwietnia – Luigi Barbarito, włoski duchowny katolicki (zm. 2017)
- 20 kwietnia:
  - Gunvor Björhäll, szwedzka curlerka (zm. ?)
  - Tadeusz Kryska-Karski, polski historyk (zm. 2011)
  - Anna Pawełczyńska, polska socjolog kultury, profesor nauk humanistycznych (zm. 2014)
  - Ruth Ashton Taylor, amerykańska dziennikarka (zm. 2024)
- 21 kwietnia – Alistair MacLean, pisarz szkocki (zm. 1987)
- 22 kwietnia – Charles Mingus, amerykański kontrabasista jazzowy, kompozytor, dyrygent i pianista (zm. 1979)
- 24 kwietnia
  - Antun Bogetić, chorwacki duchowny katolicki (zm. 2017)
  - Anna Boyé-Guerquin, polska architekt (zm. 2001)
- 25 kwietnia – Georges Cottier, szwajcarski kardynał (zm. 2016)
- 27 kwietnia:
  - Martin Gray, polski Żyd, syn przedwojennego właściciela fabryki rękawiczek. Autor m.in. książki biograficznej Wszystkim, których kochałem, w której opisał tragiczne losy swoje i swojej rodziny podczas II wojny światowej (zm. 2016)
  - Jack Klugman, amerykański aktor (zm. 2012)
- 28 kwietnia:
  - Pino Cerami, belgijski kolarz (zm. 2014)
  - Stanisław Kleszcz, polski polityk, przewodniczący Prezydium Miejskiej Rady Narodowej w Zawierciu (zm. 1981)
  - Alfonso Montemayor, meksykański piłkarz (zm. 2012)
- 29 kwietnia – Toots Thielemans, belgijski muzyk (zm. 2016)
- 4 maja – Giovanni Paolo Gibertini, włoski duchowny katolicki (zm. 2020)
- 5 maja – Aleksandra Akimowa, radziecka kapitan lotnictwa (zm. 2012)
- 7 maja – Wu Liangyong(inne języki), chiński architekt i urbanista
- 8 maja – Alfred Schreyer, polski skrzypek (zm. 2015)
- 12 maja – Roy Salvadori, brytyjski kierowca wyścigowy (zm. 2012)
- 13 maja – Billy Gabor, amerykański koszykarz (zm. 2019)
- 14 maja – Franjo Tuđman, generał i polityk chorwacki, pierwszy prezydent Chorwacji (zm. 1999)
- 15 maja – Piotr Guzy, polski pisarz (zm. 2018)
- 16 maja – Ryszard Zyga, polski porucznik, żołnierz AK, cichociemny
- 17 maja – Anna Kochanowska, polska dziennikarka radiowa (zm. 2019)
- 18 maja:
  - Bill Macy, amerykański aktor (zm. 2019)
  - Zygmunt Sulistrowski, polski reżyser (zm. 2007)
- 23 maja – Gerald Holton(inne języki), amerykański fizyk, historyk nauki i pedagog
- 25 maja – Enrico Berlinguer, włoski polityk (zm. 1984)
- 26 maja – Wanda Gosławska, polska artystka plastyk, ceramiczka i rzeźbiarka (zm. 2020)
- 27 maja:
  - Otto Carius, niemiecki wojskowy (zm. 2015)
  - Christopher Lee, aktor brytyjski (zm. 2015)
- 28 maja – Lou Duva, amerykański trener boksu (zm. 2017)
- 29 maja – Janis Ksenakis, grecki kompozytor muzyki współczesnej i architekt (zm. 2001)
- 31 maja:
  - Denholm Elliott, brytyjski aktor (zm. 1992)
  - Danuta Wodyńska, polska aktorka (zm. 2001)
- 1 czerwca – Joan Copeland, amerykańska aktorka (zm. 2022)
- 3 czerwca:
  - Wiesław Michnikowski, polski aktor (zm. 2017)
  - Alain Resnais, francuski reżyser (zm. 2014)
- 6 czerwca:
  - Jerzy Broszkiewicz, polski pisarz (zm. 1993)
  - Danuta Kwapiszewska, polska tancerka, rzeźbiarka (zm. 1999)
- 7 czerwca:
  - Aleksander Krawczuk, polski historyk (zm. 2023)
  - Jacques Lataste, francuski szermierz (zm. 2011)
- 10 czerwca:
  - Judy Garland, amerykańska aktorka i piosenkarka (zm. 1969)
  - Ann-Britt Leyman, szwedzka wszechstronna lekkoatletka (zm. 2013)
- 11 czerwca:
  - Jadwiga Grześkowiak, polska ekonomistka i działaczka społeczna (zm. 2005)
  - Wiktor Jassem, polski językoznawca (zm. 2016)
  - Antoni Rajkiewicz, polski ekonomista, polityk (zm. 2021)
- 13 czerwca – Tadeusz Włodzimierz Barucki, polski architekt (zm. 2022)
- 15 czerwca – Tadeusz Fijałkowski, polski żużlowiec (zm. 1992)
- 16 czerwca:
  - Wayne Mixson, amerykański polityk (zm. 2020)
  - Maria Wnęk, polska malarka prymitywistka z kręgu art brut (zm. 2005)
- 18 czerwca – Claude Helffer, pianista francuski (zm. 2004)
- 19 czerwca – Aage Niels Bohr, duński fizyk, w 1975 roku laureat Nagrody Nobla (zm. 2009)
- 20 czerwca – Grzegorz Kurkiewicz, polski dziennikarz i publicysta (zm. 2015)
- 22 czerwca – Osvaldo Fattori, włoski piłkarz (zm. 2017)
- 26 czerwca:
  - Eleanor Parker, amerykańska aktorka (zm. 2013)
  - Antoni Strzelbicki, polski kapitan żeglugi wielkiej, publicysta, pisarz, reportażysta, tłumacz literatury pięknej (zm. 2002)
- 29 czerwca – Adam Mitura, polski polityk (zm. 2019)
- 30 czerwca – Miron Białoszewski, polski pisarz (zm. 1983)
- 1 lipca:
  - Mordechaj Bibi, izraelski prawnik i polityk (zm. 2023)
  - Józef Para, polski aktor i reżyser (zm. 2020)
- 2 lipca:
  - Pierre Cardin, francuski projektant mody (zm. 2020)
  - Eugen Corrodi, piłkarz szwajcarski (zm. 1975)
- 6 lipca:
  - Czesław Borecki, funkcjonariusz organów bezpieczeństwa PRL (zm. 1978)
  - William Schallert, amerykański aktor (zm. 2016)
- 9 lipca – Krystyna Boboryk, polska nauczycielka, polityk, poseł na Sejm PRL (zm. 2005)
- 10 lipca:
  - Ewald-Heinrich von Kleist-Schmenzin, niemiecki wojskowy (zm. 2013)
  - Jake LaMotta, amerykański bokser (zm. 2017)
- 12 lipca – Michael Ventris, brytyjski architekt i językoznawca, jako pierwszy, wraz z Johnem Chadwickiem, odczytał pismo linearne B (zm. 1956)
- 13 lipca – Anker Jørgensen, duński polityk (zm. 2016)
- 14 lipca:
  - Jerzy Maj, polski farmakolog (zm. 2003)
  - Kevin Roche, amerykański architekt, laureat Nagrody Pritzkera (zm. 2019)
- 15 lipca:
  - Leon Lederman, amerykański fizyk, laureat Nagrody Nobla (zm. 2018)
  - Jean-Pierre Richard, francuski literaturoznawca, krytyk literacki (zm. 2019)
- 16 lipca – George McGovern, amerykański polityk, senator ze stanu Dakota Południowa (zm. 2012)
- 18 lipca:
  - Thomas Joseph Connolly, amerykański duchowny katolicki (zm. 2015)
  - Thomas Kuhn, amerykański badacz nauki, twórca pojęcia paradygmatu naukowego (zm. 1996)
- 21 lipca:
  - Olga Kamińska-Prokop, polska harcerka, działaczka konspiracyjna (zm. 1943)[1]
  - Kay Starr, amerykańska aktorka (zm. 2016)
- 23 lipca – Damiano Damiani, włoski reżyser (zm. 2013)
- 24 lipca:
  - Bernard Ładysz, polski śpiewak operowy (bas-baryton), aktor i żołnierz AK (zm. 2020)
  - Charles Mathias Jr., amerykański polityk, senator ze stanu Maryland (zm. 2010)
- 25 lipca – John B. Goodenough, amerykański chemik, laureat Nagrody Nobla (zm. 2023)
- 26 lipca:
  - Gilberto Agustoni, szwajcarski duchowny katolicki, kardynał (zm. 2017)
  - Blake Edwards, amerykański reżyser, aktor i scenarzysta filmowy (zm. 2010)
  - Andrzej Koszewski, polski kompozytor (zm. 2015)
- 27 lipca – Norman Lear, amerykański producent filmowy i scenarzysta (zm. 2023)
- 30 lipca – Eliasz Kuziemski, polski aktor (zm. 2000)
- 31 lipca – Lorenzo Antonetti, włoski duchowny katolicki, kardynał (zm. 2013)
- 2 sierpnia – Paul Laxalt, amerykański polityk, senator ze stanu Nevada (zm. 2018)
- 4 sierpnia – Luis Aponte Martínez, portorykański duchowny katolicki, kardynał (zm. 2012)
- 5 sierpnia:
  - Stanisław Benski, polski pisarz (zm. 1988)
  - Tałgat Bigeldinow, radziecki generał major lotnictwa (zm. 2014)
  - Haim Ginott, izraelski psycholog, terapeuta dzieci i pedagog (zm. 1973)
- 6 sierpnia – Anna Bursche-Lindnerowa, polska łyżwiarka figurowa (zm. 2002)
- 7 sierpnia – René Bader, piłkarz szwajcarski (zm. 1995)
- 8 sierpnia:
  - Eugeniusz Cieśla, polski geolog (zm. 2018)
  - Alberto Granado, argentyński pisarz (zm. 2011)
  - Adam Włodek, polski poeta, krytyk literacki, tłumacz (zm. 1986)
- 9 sierpnia – Alfred G. Knudson, amerykański lekarz (zm. 2016)
- 12 sierpnia:
  - Alojzy Bordino, włoski pielęgniarz, członek Braci św. Józefa Benedykta Cottolengo, błogosławiony katolicki (zm. 1977)
  - Miloš Jakeš, czechosłowacki polityk (zm. 2020)
  - Leopold Unger, polski dziennikarz i publicysta (zm. 2011)
- 13 sierpnia – Jan Szymborski, polski ksiądz katolicki (zm. 2016)
- 14 sierpnia – Leslie Marr, brytyjski kierowca wyścigowy (zm. 2021)
- 15 sierpnia:
  - Czesław Lewandowski, polski duchowny katolicki, biskup pomocniczy włocławski (zm. 2009)
  - Jerzy Banach, polski historyk sztuki (zm. 2005)
- 17 sierpnia – Chalid Muhji ad-Din, egipski major, polityk (zm. 2018)
- 22 sierpnia:
  - Iwri Gitlis, izraelski skrzypek (zm. 2020)
  - Andrzej Grzegorczyk, polski matematyk i filozof (zm. 2014)
  - Micheline Presle, francuska aktorka (zm. 2024)
- 23 sierpnia:
  - Inge Deutschkron, żydowska dziennikarka i pisarka (zm. 2022)
  - Roland Dumas, francuski polityk (zm. 2024)
  - Eevi Huttunen, fińska łyżwiarka (zm. 2015)
  - Zofia Mrozowska, polska aktorka (zm. 1983)
- 24 sierpnia:
  - René Lévesque, kanadyjski polityk i publicysta, premier prowincji Quebec (zm. 1987)
  - Lennart Nilsson, szwedzki fotograf (zm. 2017)
- 27 sierpnia – Sōsuke Uno, japoński polityk, premier (zm. 1998)
- 29 sierpnia – Henk Faanhof, holenderski kolarz (zm. 2015)
- 30 sierpnia:
  - Kazimierz Albin, polski technik lotniczy (zm. 2019)
  - Regina Resnik, amerykańska śpiewaczka operowa (zm. 2013)
- 1 września:
  - Irena Burawska, polska aktorka (zm. 2007)
  - Vittorio Gassman, włoski aktor teatralny i filmowy oraz reżyser (zm. 2000)
  - Maria Pogorzelska, polska siatkarka (zm. 1992)
- 2 września – Arthur Ashkin, amerykański fizyk, laureat Nagrody Nobla w dziedzinie fizyki (zm. 2020)
- 3 września – Bronisław Basza, polski działacz społeczny (zm. 1994)
- 4 września – Bogdan Celichowski, polski architekt (zm. 2016)
- 6 września – Adriano Moreira, portugalski polityk (zm. 2022)
- 7 września – David Croft, brytyjski reżyser, kompozytor i aktor (zm. 2011)
- 8 września:
  - Sid Caesar, amerykański aktor (zm. 2014)
  - Lyndon LaRouche, amerykański działacz polityczny (zm. 2019)
- 9 września:
  - Hans Georg Dehmelt, amerykański fizyk, laureat Nagrody Nobla w 1989 (zm. 2017)
  - Manolis Glezos, grecki polityk i pisarz (zm. 2020)
  - Zdzisław Lipiński, polski ksiądz i wykładowca (zm. 2013)
- 12 września – Andrzej Tomczak, polski historyk (zm. 2017)
- 13 września – Jolanta Sell, polska tłumaczka literatury francuskiej (zm. 2006)
- 15 września – Jackie Cooper, amerykański aktor i reżyser (zm. 2011)
- 16 września:
  - Guy Hamilton, brytyjski reżyser (zm. 2016)
  - Janis Paige, amerykańska aktorka (zm. 2024)
  - Tatjana Sumarokowa, radziecka porucznik lotnictwa, dziennikarka (zm. 1997)
- 17 września – Agostinho Neto, angolski polityk i poeta, pierwszy prezydent Angoli (zm. 1979)
- 19 września:
  - Damon Knight, amerykański autor, redaktor i krytyk literatury science fiction i fantasy (zm. 2002)
  - Märta Norberg, szwedzka biegaczka narciarska (zm. 2020)
  - Emil Zátopek, czeski lekkoatleta, długodystansowiec (zm. 2000)
  - Dana Zátopková, czeska lekkoatletka, oszczepniczka (zm. 2020)
  - Jan Żardecki, polski aktor (zm. 2018)
- 20 września
  - William Kapell, amerykański pianista (zm. 1953)
  - Alicja Kuna-Iżowska, polska nauczycielka, działaczka PTTK (zm. 1968)
- 23 września:
  - Louise Latham, amerykańska aktorka (zm. 2018)
  - Bolesław Robakowski, polski działacz samorządowy, prezydent Sopotu (zm. 2023)
  - Tadeusz Tuczapski, polski generał broni, członek WRON (zm. 2009)
- 24 września – Bert I. Gordon, amerykański reżyser, scenarzysta i producent filmowy (zm. 2023)
- 25 września:
  - Hammer DeRoburt, naurański polityk (zm. 1992)
  - Roger Etchegaray, francuski duchowny katolicki, kardynał (zm. 2019)
- 27 września – Arthur Penn, amerykański reżyser (zm. 2010)
- 28 września – Edward Zajiček, polski kierownik produkcji (zm. 2018)
- 29 września:
  - Esther Brand, południowoafrykańska lekkoatletka, skoczkini wzwyż (zm. 2015)
  - Lizabeth Scott, amerykańska aktorka (zm. 2015)
  - Aleksandr Zinowjew, rosyjski socjolog, filozof (zm. 2006)
- 1 października – Chen Ning Yang, amerykański fizyk pochodzenia chińskiego, laureat Nagrody Nobla w 1957
- 4 października:
  - Gianna Beretta Molla, święta Kościoła katolickiego (zm. 1962)
  - Adam Hollanek, polski pisarz i publicysta (zm. 1998)
  - Olga Szwałkiewicz, polska lekarka i polityk (zm. 2023)
- 5 października:
  - Jose Froilan Gonzalez, argentyński kierowca wyścigowy (zm. 2013)
  - Ziuta Hartman, żydowska działaczka ruchu oporu podczas II wojny światowej (zm. 2015)
- 7 października – Ryszard Pietruski, polski aktor (zm. 1996)
- 9 października:
  - Fyvush Finkel, amerykański aktor (zm. 2016)
  - Olga Guillot, kubańska piosenkarka (zm. 2010)
  - Francesco Rosetta, włoski piłkarz (zm. 2006)
- 10 października – Alicja Gołod-Gołębiowska, polska sanitariuszka, uczestniczka powstania warszawskiego (zm. 1944)
- 11 października – Józef Marek, polski rzeźbiarz (zm. 2020)
- 13 października – Gilberto Mendes, brazylijski kompozytor (zm. 2016)
- 15 października – Luigi Giussani, włoski duchowny katolicki, założyciel międzynarodowego ruchu katolickiego Comunione e Liberazione (zm. 2005)
- 18 października:
  - Helena Dąbska, polska dziennikarka, pedagog, poseł na Sejm PRL (zm. 2004)
  - Zofia Romanowiczowa, polska pisarka i tłumaczka (zm. 2010)
- 19 października – Jack Anderson, dziennikarz amerykański, laureat Nagrody Pulitzera (zm. 2005)
- 20 października – Roman Orłow, polski kompozytor i malarz (zm. 2017)
- 21 października:
  - Liliane Bettencourt, francuska menedżerka, główny akcjonariusz L’Oréal (zm. 2017)
  - Karla Kienzl, austriacka saneczkarka (zm. 2018)
- 22 października – Jan Świerkosz, działacz i polityk komunistyczny, członek francuskiego ruchu oporu (zm. 2020)
- 23 października – Coleen Gray, amerykańska aktorka (zm. 2015)
- 24 października – Thaddée Matura, kanadyjski biblista, pisarz, franciszkanin (zm. 2020)
- 26 października:
  - Mieczysław Gąsienica-Samek, polski narciarz (zm. 2018)
  - Zbigniew Gertych, polski ekonomista, polityk, wicepremier, wicemarszałek Sejmu PRL (zm. 2008)
  - Hans Peterson, szwedzki pisarz, autor książek dla dzieci (zm. 2022)
- 27 października:
  - Poul Bundgaard, duński aktor (zm. 1998)
  - Michel Galabru, francuski aktor (zm. 2016)
  - Ralph Kiner, amerykański baseballista (zm. 2014)
- 28 października
  - Gershon Kingsley, niemiecki kompozytor (zm. 2019)
  - Alina Słapczyńska, polska reportażystka (zm. 2021)
- 29 października – Zbigniew Wójcik, polski historyk (zm. 2014)
- 31 października:
  - Barbara Bel Geddes, amerykańska aktorka (zm. 2005)
  - Norodom Sihanouk, kambodżański polityk (zm. 2012)
- 3 listopada – Roman Baran, polski polityk, przewodniczący Prezydium Miejskiej Rady Narodowej Gorzowa Wielkopolskiego (zm. 2002)
- 4 listopada – Stanisław Fijałkowski, polski malarz i grafik (zm. 2020)
- 5 listopada – Jarogniew Wojciechowski, polski wychowanek salezjanów, męczennik, błogosławiony katolicki (zm. 1942)
- 6 listopada – Artur Międzyrzecki, polski poeta, prozaik i tłumacz (zm. 1996)
- 7 listopada – Andrzej Fenrych, polski nauczyciel, polityk, senator RP (zm. 2008)
- 8 listopada:
  - Conrad Ahlers, niemiecki dziennikarz i polityk (zm. 1980)
  - Christiaan Barnard, południowoafrykański kardiochirurg (zm. 2001)
- 9 listopada – Dorothy Dandridge, amerykańska aktorka (zm. 1965)
- 10 listopada – Irena Poznańska, polska dziennikarka (zm. 2020)
- 11 listopada:
  - George Blake, wyższy oficer brytyjskiej Tajnej Służby Wywiadowczej MI6, który był szpiegiem KGB (zm. 2020)
  - Fred J. Koenekamp, amerykański operator filmowy (zm. 2017)
  - Kurt Vonnegut, amerykański pisarz (zm. 2007)
- 12 listopada:
  - Tadeusz Borowski, polski poeta wojenny, zginął śmiercią samobójczą (zm. 1951)
  - Mieczysław Zajfryd, polski polityk (zm. 2020)
- 13 listopada – Wojciech Morawiecki, polski prawnik (zm. 2019)
- 14 listopada:
  - Butrus Butrus Ghali, egipski polityk, Sekretarz Generalny ONZ (zm. 2016)
  - Roberto Lovera, urugwajski piłkarz (zm. 2016)
- 15 listopada:
  - Wojciech Fangor, polski malarz i rzeźbiarz (zm. 2015)
  - Giuseppe Guarino, włoski polityk (zm. 2020)
  - Francesco Rosi, włoski reżyser (zm. 2015)
- 16 listopada:
  - Gene Amdahl, amerykański informatyk (zm. 2015)
  - Patricia Barry, amerykańska aktorka (zm. 2016)
  - Henryk Markiewicz, polski historyk i teoretyk literatury (zm. 2013)
  - Janusz Morgenstern, polski reżyser i producent filmowy (zm. 2011)
  - José Saramago, portugalski pisarz, laureat Nagrody Nobla (zm. 2010)
- 17 listopada – Stanley Cohen, amerykański biochemik, laureat Nagrody Nobla (zm. 2020)
- 22 listopada:
  - Roberto Aballay, argentyński piłkarz (zm. 1982)
  - Anita Novinsky, brazylijska historyk polskiego pochodzenia (zm. 2021)
  - Fikrət Əmirov, azerski kompozytor (zm. 1984)
- 23 listopada – Manuel Fraga Iribarne, hiszpański polityk konserwatywny (zm. 2012)
- 25 listopada – Ilja Hurník, czeski kompozytor i pianista (zm. 2013)
- 26 listopada:
  - Jacqueline White, amerykańska aktorka
  - Antoni Huczyński, polski weterynarz, żołnierz Armii Krajowej, powstaniec warszawski (zm. 2020)
- 28 listopada:
  - Galina Nowożyłowa, rosyjska aktorka (zm. 2021)
  - Eryka Tyszkówna, polska sanitariuszka AK, uczestniczka powstania warszawskiego (zm. 1944)
- 29 listopada – Saturnina Wadecka, polska pisarka (zm. 1998)
- 3 grudnia – Maria Garbowska-Kierczyńska, polska aktorka (zm. 2016)
- 4 grudnia:
  - Olga Bielska, polska aktorka (zm. 1996)
  - Gérard Philipe, francuski aktor teatralny i filmowy (zm. 1959)
- 5 grudnia:
  - Wacław Jagas, polski generał dywizji (zm. 2018)
  - Marian Michniewicz, polski biolog, fizjolog roślin (zm. 2008)
- 6 grudnia:
  - Guy Thys, belgijski piłkarz, trener (zm. 2003)
  - Olga Stande, matematyczka
- 8 grudnia:
  - Jean Porter, amerykańska aktorka (zm. 2018)
  - Jean Ritchie, amerykańska piosenkarka folkowa (zm. 2015)
- 10 grudnia:
  - Jerzy Roman Krzyżanowski, polski pisarz i publicysta (zm. 2017)
  - Agnes Nixon, amerykańska producentka telewizyjna i scenarzystka (zm. 2016)
- 11 grudnia:
  - Józef Kolasa, polski generał (zm. 2017)
  - Dilip Kumar, indyjski aktor, producent i działacz społeczny (zm. 2021)
- 12 grudnia – Wasilij Borisow, rosyjski strzelec sportowy (zm. 2003)
- 14 grudnia – Nikołaj Basow, rosyjski fizyk, laureat Nagrody Nobla (zm. 2001)
- 18 grudnia:
  - Ivor Broadis, angielski piłkarz, trener (zm. 2019)
  - Marija Dolina, radziecka pilotka wojskowa (zm. 2010)
  - Maldwyn Jones, brytyjski historyk, amerykanista (zm. 2007)
  - Esther Lederberg, amerykańska mikrobiolog, immunolog, genetyk (zm. 2006)
  - Larry D. Mann, kanadyjski aktor (zm. 2014)
  - Konstancja Nałęcz-Raczyńska-Bojanowska, polska biochemik, profesor (zm. 2020)
- 19 grudnia:
  - Marian Biskup, polski historyk (zm. 2012)
  - Niels Holst-Sørensen, duński wojskowy (zm. 2023)
  - Aleksandra Hubert, polska architekt (zm. 2000)
  - Zygmunt Warczygłowa, polski malarz prymitywista (zm. 1988)
- 21 grudnia – Paul Winchell, amerykański aktor dubbingowy (zm. 2005)
- 23 grudnia – Micheline Ostermeyer, francuska lekkoatletka i pianistka (zm. 2001)
- 24 grudnia:
  - Ava Gardner, amerykańska aktorka (zm. 1990)
  - Jonas Mekas, litewski reżyser, pisarz i kustosz (zm. 2019)
  - Stefan Raszeja, polski lekarz (zm. 2021)
- 26 grudnia:
  - Ruth Baum, polska pisarka żydowskiego pochodzenia (zm. 2022)
  - Miguel Esteban Hesayne, argentyński duchowny katolicki (zm. 2019)
- 27 grudnia – Jan Kulpiński, polski górnik, polityk, minister górnictwa i energetyki (zm. 1991)
- 28 grudnia:
  - Boris Krawcow, radziecki prawnik, polityk
  - Stan Lee, amerykański scenarzysta, producent filmowy i rysownik komiksowy (zm. 2018)
- 29 grudnia:
  - Jerzy Gottfried, polski architekt (zm. 2017)
  - William Gaddis, pisarz amerykański (zm. 1998)
- 31 grudnia – Halina Czerny-Stefańska, polska pianistka (zm. 2001)
- data urodzenia nieznana:
  - Dorka Goldkorn – działaczka Związku Młodzieży Socjalistycznej „Spartakus”, uczestniczka powstania w getcie warszawskim (zm. 1947)

## Zmarli
- 5 stycznia – Ernest Shackleton, irlandzki podróżnik, badacz Antarktyki (ur. 1874)
- 11 stycznia – Józef Pietrzak, polski nauczyciel, kawaler Orderu Virtuti Militari (ur. 1897)
- 20 stycznia – Max Westram, nadburmistrz Raciborza (ur. 1856)
- 21 stycznia – Józef Nascimbeni, włoski duchowny katolicki, założyciel Zgromadzenia Małych Sióstr Świętej Rodziny, błogosławiony (ur. 1851)
- 22 stycznia:
  - Benedykt XV, właśc. Giacomo della Chiesa, papież (ur. 1854)
  - Fredrik Bajer, duński działacz pokojowy, publicysta, laureat Pokojowej Nagrody Nobla (ur. 1837)
- 23 stycznia – Arthur Nikisch, węgierski dyrygent (ur. 1855)
- 27 stycznia:
  - Nellie Bly, amerykańska dziennikarka (ur. 1864)
  - Giovanni Verga, włoski pisarz (ur. 1840)
- 1 marca – Rafael Moreno Aranzadi, znany jako Pichichi, hiszpański piłkarz (ur. 1892)
- 12 marca – Aniela Salawa, błogosławiona, polska mistyczka (ur. 1881)
- 27 marca – Stanisław Jabłoński, polski lekarz i polityk, burmistrz Rzeszowa (ur. 1853)
- 1 kwietnia – Karol I Habsburg, ostatni władca Cesarsko-Królewskich Austro-Węgier (ur. 1887)
- 2 kwietnia – Hermann Rorschach, szwajcarski psychiatra i psychoanalityk, twórca testu plam atramentowych (ur. 1884)
- 17 maja – Georg von Hauberrisser, austriacko-niemiecki budowniczy i architekt (ur. 1841)
- 18 maja – Charles Laveran, francuski parazytolog, lekarz wojskowy, laureat Nagrody Nobla (ur. 1845)
- 6 czerwca – Lillian Russell, amerykańska aktorka (ur. 1860)
- 18 czerwca – Jacobus Kapteyn, holenderski astronom (ur. 1851)
- 26 czerwca – Albert I, książę Monako (ur. 1848)
- 6 lipca – Maria Ledóchowska, założycielka klawerianek, błogosławiona katolicka (ur. 1863)
- 20 lipca – Andriej Markow, matematyk rosyjski (ur. 1856)
- 27 lipca – Wacław Wolski, polski inżynier, wynalazca, przedsiębiorca naftowy i działacz społeczny, obrońca Lwowa (ur. 1865)
- 2 sierpnia – Alexander Graham Bell, szkocki wynalazca telefonu i kilkudziesięciu innych wynalazków telekomunikacyjnych (ur. 1847)
- 12 sierpnia – Arthur Griffith, irlandzki przywódca narodowy i polityk (ur. 1872)
- 14 sierpnia – Alfred Harmsworth, magnat prasowy, współtwórca masowej prasy codziennej (ur. 1865)
- 22 sierpnia – Michael Collins, irlandzki przywódca rewolucyjny, uczestnik powstania wielkanocnego (ur. 1890)
- 4 września – Edward Anthony Spitzka, amerykański lekarz neurolog i neuroanatom (ur. 1876)
- 5 września – Sarah Lockwood Winchester, amerykańska milionerka, właścicielka domu, który miał odstraszać złe duchy (ur. 1839)
- 9 września – Jan Zawiejski, polski architekt, przedstawiciel historyzmu (ur. 1854)
- 28 września – William Joseph Seymour, amerykański kaznodzieja i ewangelista zielonoświątkowy (ur. 1870)
- 30 września – Paul Barth, niemiecki filozof i pedagog (ur. 1858)
- 18 listopada – Marcel Proust, francuski pisarz (ur. 1871)
- 20 listopada – Maria Fortunata Viti, włoska benedyktynka, mistyczka, błogosławiona katolicka (ur. 1827)
- 11 grudnia – Antoni Szulczyński, polski malarz (ur. 1877)
- 16 grudnia – Gabriel Narutowicz, polski polityk, pierwszy prezydent Polski (ur. 1865)

## Zdarzenia astronomiczne
- 21 września – całkowite zaćmienie Słońca

## Nagrody Nobla
- z fizyki – Niels Bohr
- z chemii – Francis William Aston
- z medycyny – Archibald Vivian Hill, Otto Meyerhof
- z literatury – Jacinto Benavente
- nagroda pokojowa – Fridtjof Nansen

## Święta ruchome
- Tłusty czwartek: 23 lutego
- Ostatki: 28 lutego
- Popielec: 1 marca
- Niedziela Palmowa: 9 kwietnia
- Pamiątka śmierci Jezusa Chrystusa: 11 kwietnia
- Wielki Czwartek: 13 kwietnia
- Wielki Piątek: 14 kwietnia
- Wielka Sobota: 15 kwietnia
- Wielkanoc: 16 kwietnia
- Poniedziałek Wielkanocny: 17 kwietnia
- Wniebowstąpienie Pańskie: 25 maja
- Zesłanie Ducha Świętego: 4 czerwca
- Boże Ciało: 15 czerwca